# Maus usos senhoriais
Maus usos senhoriais (em espanhol: Malos usos señoriales) (em catalão: Mals usos) foi uma expressão utilizada, na Idade Média (e também durante o Antigo Regime) na Coroa de Castela e na Coroa de Aragão, para se referir a certos costumes feudais aos quais os servos estavam submetidos.
Esses costumes, incluíam, por exemplo, o direito do senhor feudal de maltratar seus servos (ius maletractandi), que, entre os séculos IX e XIII, era aceito como legítimo, principalmente nos condados da Marca Hispânica, situados a oeste dos Montes Pirineus, que estavam em maior sintonia com as formas de feudalismo que existiam no Império Carolíngio. Tais condados deram origem às entidades políticas do leste da Península Ibérica, tais como: o Reino de Navarra, o Reino de Aragão e o Principado da Catalunha.
No final da Idade Média, algumas praticas senhoriais passaram a ser consideradas abusivas e passaram a ser substituídas por por obrigações de pagamentos em dinheiro.
Porém, com a Crise do século XIV, que teve a Peste Negra de 1348 como elemento decisivo, muitos nobres viram suas rendas reduzidas e seu nível de vida privilegiado ameaçado. Nesse contexto, surgiu a chamada "reação senhorial", por meio da qual, os nobres restabeleceram alguns dos mau usos para aumentar as rendas dos senhores feudais, que, em muitos casos, provocou algumas revoltas camponesas.
A formação história das instituições políticas da Península Ibérica na Idade Média teve duas matrizes:
1. O processo de Reconquista no sentido norte sul, que teve origem na região das Astúrias e que deu origem aos Reinos de Castela e de Portugal.
2. A Reconquista do leste da Espanha, que teve início com a formação da "Marca Hispânica" a oeste dos Montes Pirineus, por nobres que, inicialmente, era vassalos do Império Carolíngio. Esse processo deu origem aos Reinos de Aragão e de Navarra.

Devido a essas distintas formações históricas, a definição de maus usos variava nas diferentes regiões da Península Ibérica.

## Coroa de Castela
Na região sob a soberania da Coroa de Castela, os regimes feudais eram, de um modo geral, menos severos, pois havia o interesse em atrair servos cristãos para povoar as regiões que eram, paulatinamente, reconquistadas dos mouros. Entretanto, observa-se a prática de alguns maus usos senhoriais, tais como:
- Vinculação do camponês à terra, esse instituto proibia que os camponeses (e suas famílias) abandonassem as terras nas quais eram obrigados a cultivar. Essa exigência era pouco comum em Castela, onde em maioria das terras havia o direito à liberdade de movimento, com poucas exceções;[3][4]
- Banalidades - pagamento exigido pelo uso de instalações como o moinho ou o forno do senhor designado pelo senhor feudal. Em Castela era normal permitir que os camponeses se dirigisse à floresta comunal para apanhar lenha para cozinhar o seu pão e havia a liberdade para escolher o moinho onde transformaria o trigo em farinha.[5]
- La mañería o maniñádego: permitia ao senhor feudal apropriar-se de parte da propriedade de um servo falecido sem descendência.[6]

## Coroa de Aragão
Por outro lado, na Coroa de Aragão e, especialmente, no norte do Principado da Catalunha, regiões que tiveram origem na Marca Hispânica, e portanto, mais influenciadas pelas instituições do Império Carolíngio e onde não houve tanta necessidade de repovoamento, a nobreza estabeleceu uma maior quantidade de exigências sobre os servos, sendo que boa parte dessas exigências, foram, posteriormente, consideradas: "maus usos". Nos "Usatges de Barcelona" eram previstas apenas três dessas obrigações, mas na maioria das terras do norte da Catalunha, inde viviam os remensas, eram praticados seis abusos:
- Intestia: o direito do senhor de ficar com um terço do patrimônio deixado pelo camponês. Se ele não deixasse viúva ou filhos, o senhor ficava com metade de tudo.
- Exorquia: Era semelhante à "mañería", ou seja, tratava-se de um instituto que previa que se o camponês morresse sem filhos, o senhor feudal podia se apropriar de um terço dos bens do camponês;
- Cugucia: em caso de adultério consensual, o senhor feudal tinha o direito de se apropriar do dote das camponesas, em caso de adultério não consensual, o senhor feudal tinha o direito de se apropriar de metade do dote das camponesas.
- Ársia ou arsina: o camponês era obrigado a indenizar o senhor feudal, se ocorresse um incêndio ou catástrofe nas terras por ele cultivadas;
- Firma de spolii ou firma de spoli forzada: Os servos eram obrigados a pagar ao senhor feudal um valor para que suas filhas pudessem se casar;[2]
- Remensa: o pagamento que um camponês devia fazer ao seu senhor para abandonar as terras a que estava vinculado, essa obrigação também era imposta a esposa e aos filhos do camponês.